# Tufão Nuri (2008)
O tufão Nuri (designação internacional: 0812; designação do JTWC: 13W; designação filipina: Karen) foi um intenso ciclone tropical que afetou o norte das Filipinas e o sudeste da China em meados de Agosto de 2008. Sendo o décimo quinto ciclone tropical, o décimo segundo sistema tropical dotado de nome e o oitavo tufão da temporada de tufões no Pacífico de 2008, Nuri se formou a partir de uma perturbação tropical a oeste-noroeste de Guam em 17 de Agosto, e seguiu rapidamente para oeste e para oeste-noroeste, se tornando uma tempestade tropical ainda naquele dia, e um tufão em 18 de Agosto. Nuri atingiu seu pico de intensidade em 20 de Agosto, com ventos máximos sustentados de 185 km/h, a poucos quilômetros da costa norte da ilha de Luzon, Filipinas. Assim que adentrou o mar da China Meridional, Nuri começou a ser afetado por forte cisalhamento do vento e rapidamente se enfraqueceu, atingindo diretamente Hong Kong em 22 de Agosto apenas como uma tempestade tropical. Assim que seguia sobre o sudeste da China, Nuri rapidamente perdeu sua identidade como um ciclone tropical definido e se degenerou para uma área de baixa pressão remanescente em 23 de Agosto, se dissipando totalmente ainda naquele dia.
O olho do tufão passou próximo à costa norte da ilha de Luzon, Filipinas, trazendo ventos e chuvas fortes. Quase 430.000 pessoas foram afetadas por Nuri no arquipélago filipino, sendo que 5.000 tiveram que deixar suas residências. O país também registrou 15 fatalidades com a passagem do tufão. A província chinesa de Guangdong, além de Hong Kong e Macau, foram afetados por Nuri, embora os efeitos causados pelo sistema tropical sejam menores dos que registrados nas Filipinas. Mesmo assim, quase 250.000 pessoas tiveram que deixar suas residências em áreas costeiras. Em Guangdong, foram registradas três fatalidades num acidente de trânsito provocado pelo mau tempo causado por Nuri.

## História meteorológica

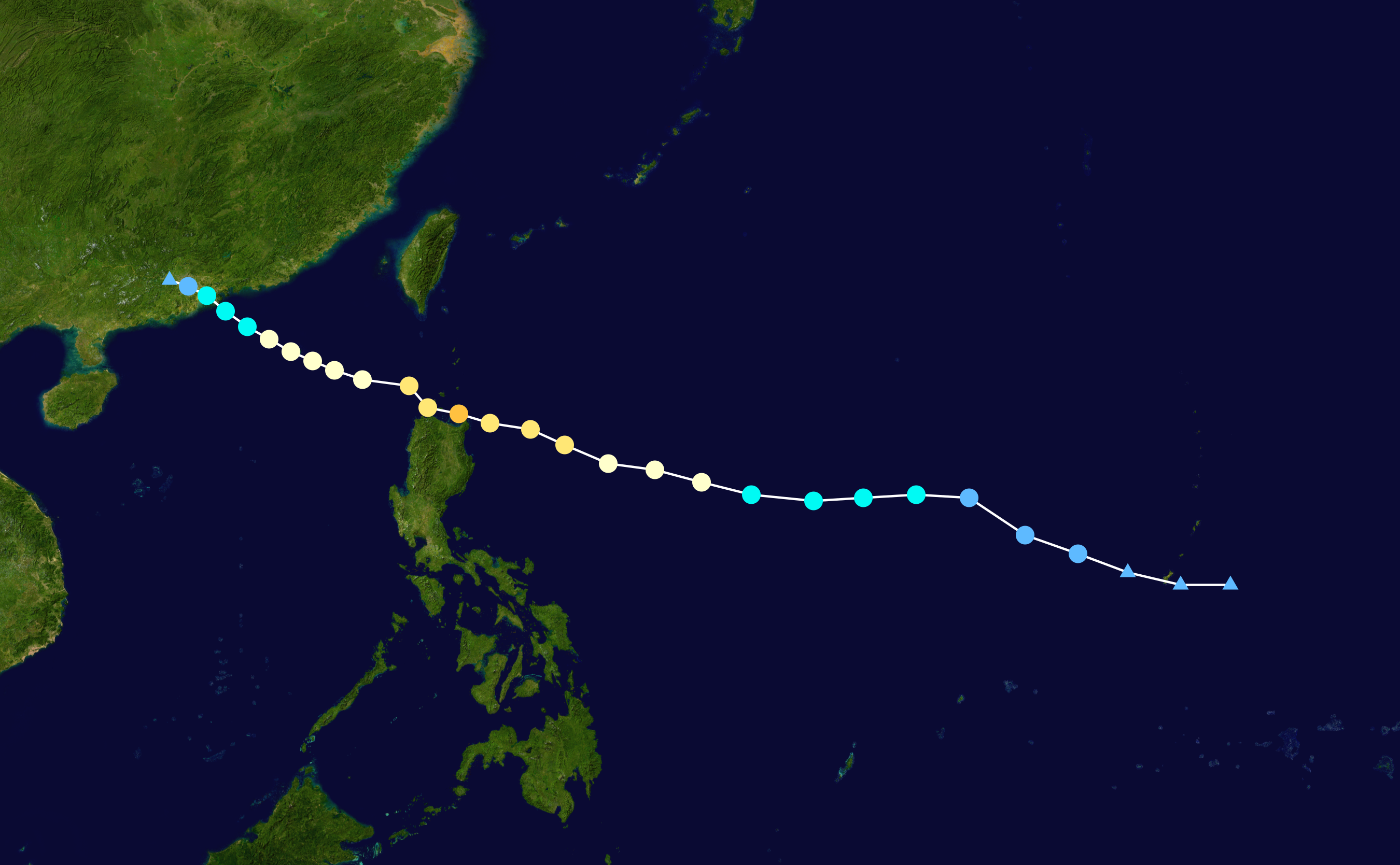
O caminho de Nuri

Uma área de distúrbios meteorológicos formou-se a leste-nordeste de Guam em 15 de Agosto. O sistema começou a mostrar sinais de organização em 16 de Agosto, mesmo estando numa região com moderado cisalhamento do vento. Com isso, o Joint Typhoon Warning Center (JTWC) começou a monitorar o sistema como uma perturbação tropical. Com o surgimento de novas áreas de convecção, a perturbação continuou a se organizar, tendência que se intensificou na noite (UTC) de 16 de Agosto, quando o centro ciclônico de baixos níveis começou a se consolidar e quando bandas ciclônicas de tempestade começaram a se intensificar com a diminuição do cisalhamento do vento e com a melhora dos fluxos de saída de altos níveis. Com isso, o JTWC emitiu um "Alerta de Formação de Ciclone Tropical" (AFCT) sobre o sistema, que mencionava sobre a possibilidade da perturbação se tornar um ciclone tropical significativo dentro de um período de 24 horas. As previsões se confirmaram e a perturbação foi classificada pelo JTWC para a depressão tropical 13W durante a madrugada (UTC) de 17 de Agosto. Horas mais tarde, a Agência Meteorológica do Japão (AMJ), órgão meteorológico responsável pela monitoração de ciclones tropicais no oceano Pacífico noroeste e no mar da China Meridional, classificou o sistema como uma fraca depressão tropical, e classificou o sistema para uma depressão tropical plena horas mais tarde. Seguindo para oeste devido à influência de uma alta subtropical e com bons fluxos de saída, além do cisalhamento do vento que diminuiu e da favorável temperatura da superfície do mar, a depressão rapidamente foi classificada pelo JTWC como uma tempestade tropical mais tarde naquele dia. Como a depressão estava dentro da área de responsabilidade da Administração de Serviços Atmosféricos, Geofísicos e Astronômicos das Filipinas (PAGASA), foi atribuído o nome Karen pela mesma ao sistema. No entanto, o nome Karen é apenas conhecido nas Filipinas e pouco conhecido fora do país. Finalmente, no começo da madrugada (UTC) de 18 de Agosto, a AMJ também classificou o sistema para uma tempestade tropical, atribuindo-lhe o nome oficial Nuri, que foi submetido à lista de nomes dos tufões pela Malásia e se refere a um periquito azul de topete em malaio.
As condições meteorológicas permitiram Nuri a se intensificar rapidamente e o sistema se tornou uma tempestade tropical severa, segundo a AMJ, ainda na tarde de 18 de Agosto. A rápida intensificação continuou, e uma área livre de nuvens se formou no centro das áreas de convecção profunda associadas à tempestade, indicando a formação de um olho. Com isso, o JTWC classificou o sistema para um tufão, que logo se confirmou com a classificação da AMJ de Nuri também para um tufão horas mais tarde. Nuri continuou a se intensificar enquanto se aproximava de Luzon, norte do arquipélago filipino, até se estabilizar, tendo ventos máximos sustentados em um minuto de 165/175 km/h, devido à restrição dos fluxos de saída setentrionais em 19 de Agosto. Após a consolidação de um olho bem definido medindo cerca de 37 km, Nuri voltou a se intensificar com a melhora dos fluxos de saída setentrionais causada pela formação de um fraco ciclone de altos níveis ao norte do sistema, mesmo com parte da circulação ciclônica já sobre a ilha de Luzon, Filipinas. A intensificação continuou até Nuri atingir o seu pico de intensidade, com ventos máximos sustentados de 185 km/h, segundo o JTWC, ou 140 km/h, segundo a AMJ.

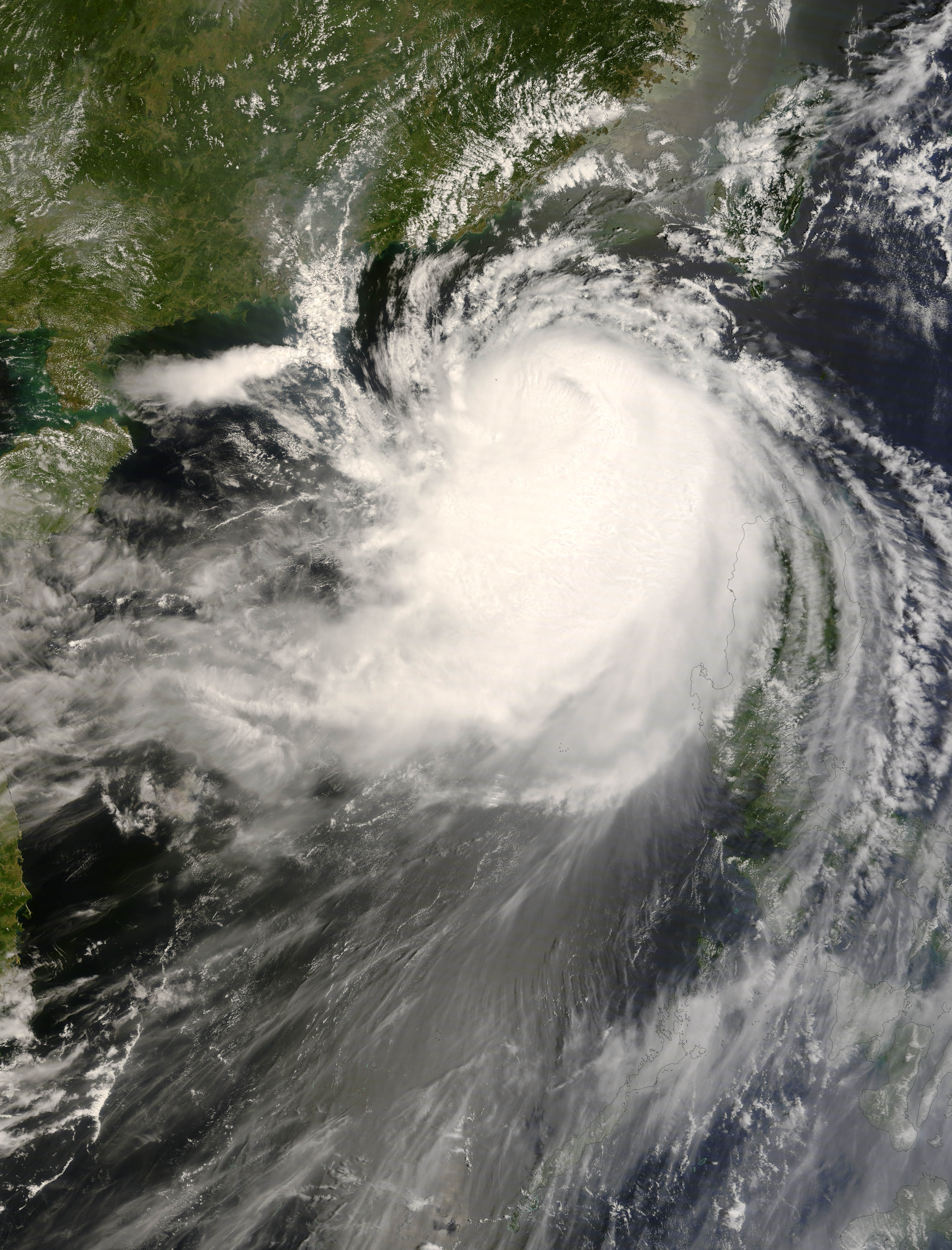
Nuri sobre o mar da China Meridional

A partir de então, a combinação da interação com terra, do fortalecimento da alta subtropical de médios a altos níveis, que impediu a formação de novas áreas de convecção profunda, e do aumento do cisalhamento do vento, começou a enfraquecer o tufão. Enfraquecendo-se rapidamente, Nuri se tornou uma tempestade tropical severa, segundo a AMJ, durante o começo da noite (UTC) de 21 de Agosto. Com o contínuo aumento do cisalhamento do vento, as áreas de convecção profundas ficaram confinadas na porção sul e sudoeste da circulação ciclônica, continuando a tendência de enfraquecimento de Nuri. Com isso, o JTWC desclassificou o sistema para uma tempestade tropical, que continuava a seguir para oeste sobre o mar da China Meridional devido a uma forte alta subtropical ao norte do sistema. A tendência de enfraquecimento se intensificou assim que Nuri se aproximava da costa, devido as águas mais frias da região. Em 22 de Agosto, Nuri fez landfall diretamente sobre Hong Kong, com ventos de até 85 km/h. Com isso, mais tarde naquele dia, a AMJ desclassificou o sistema para uma simples tempestade tropical. Sobre terra, Nuri começou a se enfraquecer mais rapidamente e, com isso, o JTWC emitiu seu aviso final sobre o sistema ainda durante a noite (UTC) de 22 de Agosto. No começo da madrugada (UTC) de 23 de Agosto, a AMJ desclassificou Nuri para uma depressão tropical e também emitiu seu aviso final sobre o sistema. O sistema remanescente de Nuri continuou a seguir para oeste-noroeste sobre o sul da China até a tarde daquele dia, quando perdeu totalmente a sua identidade como um ciclone tropical e se degenerou para um cavado de baixa pressão remanescente.

## Preparativos
Com a aproximação do tufão, a Administração de Serviços Atmosféricos, Geofísicos e Astronômicos das Filipinas (PAGASA) içou sinais públicos de tempestade de níveis 1 a 3 para praticamente todas as províncias filipinas do norte e do centro da ilha de Luzon. O Conselho Nacional de Coordenação de Desastres (NCDC) suspendeu as aulas nas províncias sob o sinal público de tempestade.
Com a aproximação de Nuri de Hong Kong, o Observatório de Hong Kong (HKO) içou um sinal público de tempestade nível 1 ainda em 20 de Agosto, que posteriormente foi elevado para nível 3, e para nível 8. Devido à intensidade do sistema, o HKO elevou ainda mais o sinal público de tempestade para o nível 9, e manteve este nível de alerta por praticamente 11 horas, a maior permanência deste nível de sinal de tempestade na história. Após Nuri atingir Hong Kong, os sinais públicos de tempestade foram gradualmente diminuídos, e por fim descontinuados em 23 de Agosto.
A Administração Meteorológica da China emitiu em 20 de Agosto um sinal de tempestade nível 3 para as costas das províncias de Guangdong e Fujian. Cerca de 45.000 barcos pesqueiros tiveram que retornar à costa após a ordem de retorno emitido pelo governo chinês.

## Impactos

### Filipinas
Nuri passou muito próximo à costa da província de Cagayan, no norte da ilha de Luzon, Filipinas, como um tufão equivalente a um furacão de categoria 3 na escala de furacões de Saffir-Simpson. Grandes partes da ilha de Luzon foram atingidas por chuvas fortes do tufão. Deslizamentos de terra causaram a morte de duas pessoas na cidade de Baguio, além de outra na província de La Union. O transbordamento de um rio causou a morte de outra pessoa na província de Ilocos Norte. Na província de Benguet, uma criança foi morta por correntes de lama, enquanto na província de Abra, uma pessoa foi morta pela queda de uma árvore. Várias pontes e rodovias ficaram intransitáveis devido às severas enchentes. Os ventos e as chuvas fortes deixaram toda a província de Apayao sem o fornecimento de eletricidade por algumas horas. Pelo menos 429.500 pessoas foram afetadas pelo tufão, sendo que 5.000 tiveram que deixar suas residências em 8 províncias filipinas. Mais de 9.665 residências foram danificadas pelo tufão devido aos efeitos dos fortes ventos e das severas enchentes, sendo que 1.023 foram totalmente destruídas. Os danos totais causados por Nuri nas Filipinas foram estimados em 1,6 bilhão de pesos filipinos, sendo que 1,3 bilhão somente na agricultura. Ao todo, 15 pessoas morreram no arquipélago.

### China

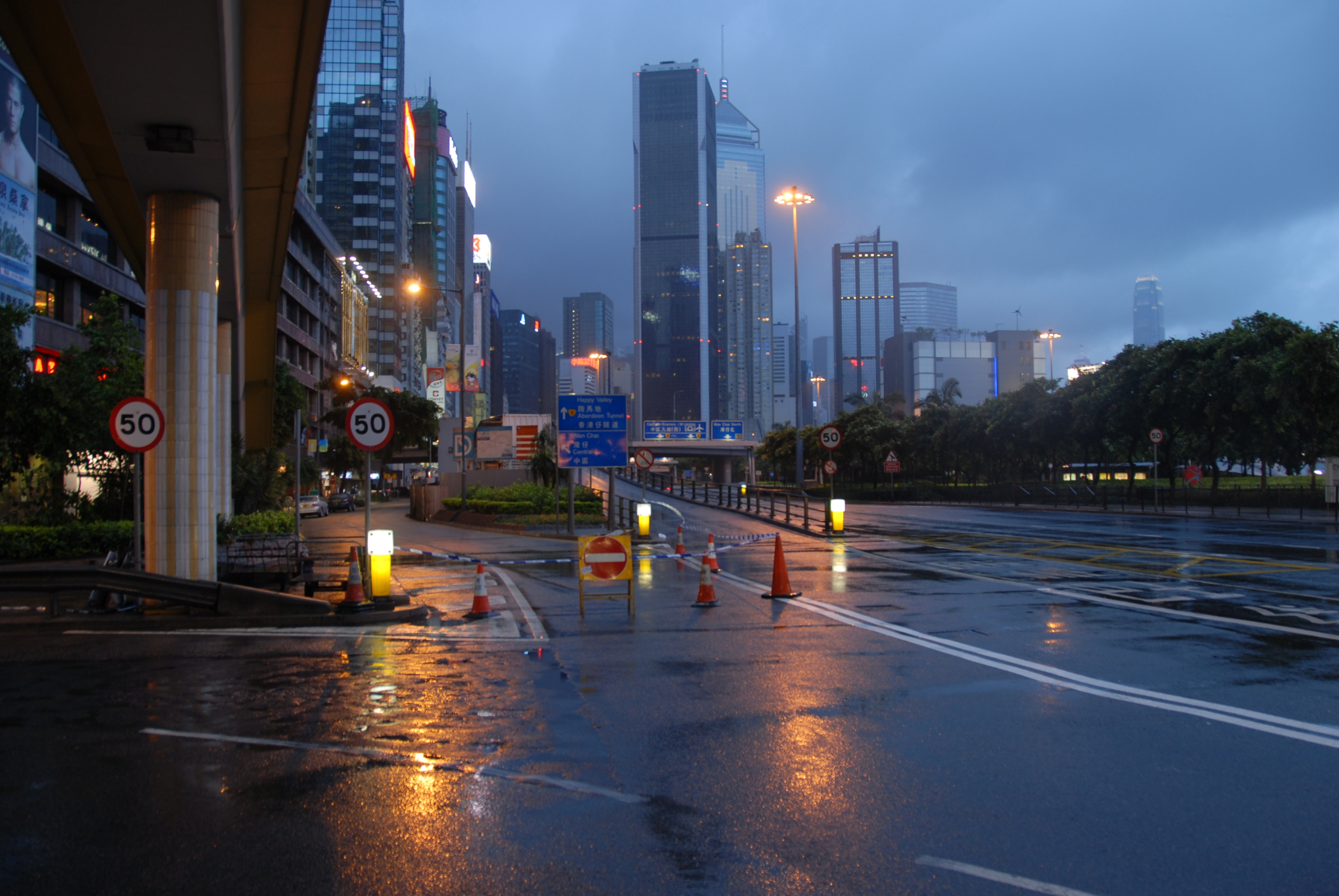
Nuri em Hong Kong

Nuri atingiu diretamente Hong Kong como uma tempestade tropical. Os meios de transporte foram prejudicados na região densamente povoada. Centenas de voos tiveram que ser adiados ou cancelados devido ao mau tempo. A tempestade também provocou o fechamento do comércio e das escolas na região. Somente no território, cerca de 390 pessoas tiveram que recorrer a abrigos emergenciais, 19 pessoas ficaram feridas e uma pessoa ficou desaparecida. Os mariculturistas da região também foram severamente afetados pelo tufão.
Na China, os ventos fortes derrubaram uma placa de trânsito que atingiu uma van, causando a morte de três pessoas. Dezenas de milhar de pessoas tiveram que deixar as suas residências em áreas costeiras da província de Guangdong. Cerca de 250.000 pessoas tiveram que deixar suas residências na costa da região sul da província de Guangdong. O Aeroporto Internacional de Shenzhen Bao'an teve que ser fechado, cancelando todos os voos para o dia. Na região autônoma de Guangxi, as chuvas causadas por Nuri também foram severas; somente no condado de Beiliu, a precipitação acumulada chegou a 330 mm.